# Andrew Smith
Sir Andrew Smith KCB (3 de dezembro de 1797 - 12 de agosto de 1872) foi um cirurgião, explorador, etnólogo e zoólogo escocês. É considerado o pai da zoologia na África do Sul, tendo descrito muitas espécies em uma ampla gama de grupos em sua obra principal, Ilustrações da Zoologia da África do Sula.
Smith nasceu em Hawick, Roxburghshire. Se formou em medicina na Universidade de Edimburgo, obtendo um diploma de M.D em 1819, tendo ingressado no Army Medical Services em 1816

## África do Sul 1820-1837

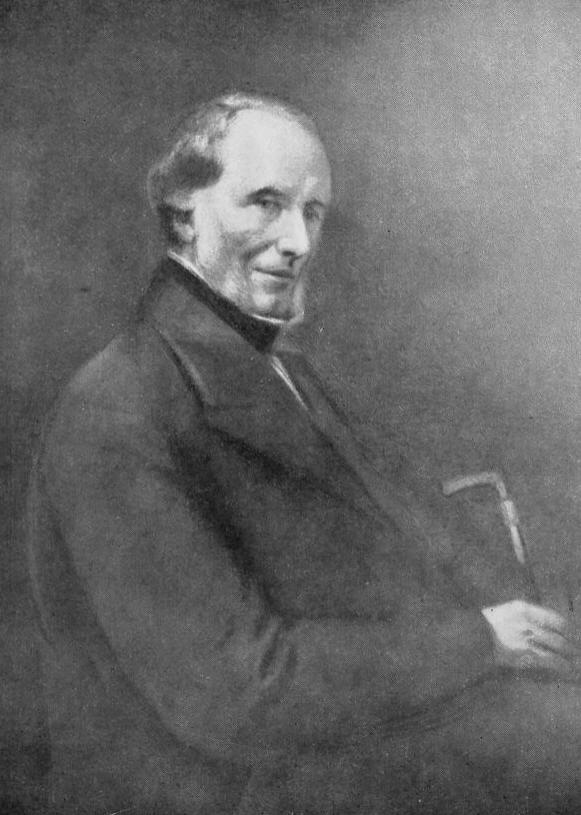
Andrew Smith

Em 1820, foi enviado para a Colônia do Cabo e enviado para Grahamstown para supervisionar os cuidados médicos dos soldados europeus e soldados do Corpo do Cabo. Foi nomeado cirurgião do distrito de Albany em 1822 e iniciou o primeiro dispensário gratuito para pacientes indigentes na África do Sul. Liderou uma expedição científica ao interior e foi capaz de se dedicar aos seus interesses de história natural e antropologia. Em várias ocasiões, foi enviado por governadores em missões confidenciais para visitar tribos Bantu além da fronteira, como em sua viagem a Cafrária em 1824, quando fez anotações abundantes sobre os costumes das tribos xossas. Em 1825, o Governador da Colônia do Cabo, Lord Charles Somerset, nomeou Smith como o primeiro Superintendente do Museu Sul-Africano de História Natural na Cidade do Cabo. Em 1828, Smith foi enviado a Namaqualândia pelo Tenente-Governador do Distrito Leste do Cabo da Boa Esperança, Richard Bourke, para fazer um relatório sobre os bosquímanos ali. Como resultado, Smith escreveu Sobre a origem e história dos bosquímanos em 1831. No mesmo ano de 1831, houve rumores de graves distúrbios no leste, fazendo com que o governador Sir Lowry Cole enviasse Smith a Natal em janeiro de 1832. Aqui entrevistou Dingaan e relatou a Cole, despertando um grande interesse no mundo dos negócios do Cabo. Foi principalmente seu relatório que levou a Grã-Bretanha a anexar Porto Natalem 1844 e transformá-la em uma colônia da Coroa. Da mesma forma, em 1833, os relatórios de comerciantes do norte do rio Orange levaram a uma expedição de 18 meses de Andrew a Basutoland, Kuruman, a sede de Mzilikazi e ao norte até Magaliesberg, Charles Davidson Bell acompanhou como artista de expedição. Smith voltou com dois dos izinDuna de Mzilikazi que forjaram uma aliança com a Colônia do Cabo em nome de seu chefe. Relatório de Smith Report of the expedition for exploring Central Africa "Relatório de sobre a expedição para explorar a África Central" foi publicado em 1836. Exceto por dois relatórios curtos que apareceram após seu retorno à Cidade do Cabo vindo do interior em 1836, nenhum relato detalhado de suas viagens foi publicado. O diário de Smith, no entanto, foi posteriormente editado por Percival R. Kirby e publicado pela Van Riebeeck Society em 1939-1940 como Nos. 20 e 21 de sua primeira série, sob o título The Diary of Dr. Andrew Smith, Director of the 'Expedition for Exploring Central Africa', 1834–36. (OCLC 4550857).
Smith conheceu o jovem geólogo Charles Darwin quando a segunda viagem do Beagle tocou no Cabo, em maio de 1836, e mostrou a ele formações rochosas de ardósia. Também deu a Darwin algumas amostras de rochas que havia coletado no ano anterior. Eles agora são mantidos pelo Museu Sedgwick de Ciências da Terra. Darwin e Smith se corresponderam sobre como os grandes animais da África do Sul viviam em vegetação esparsa, mostrando que a falta de vegetação luxuriante não explicava a extinção das criaturas gigantes cujos fósseis Darwin havia encontrado na América do Sul. Darwin frequentemente mencionou Smith em seus escritos, e o patrocinou para se tornar membro da Royal Society em 1857.

## Grã-Bretanha 1837-1872

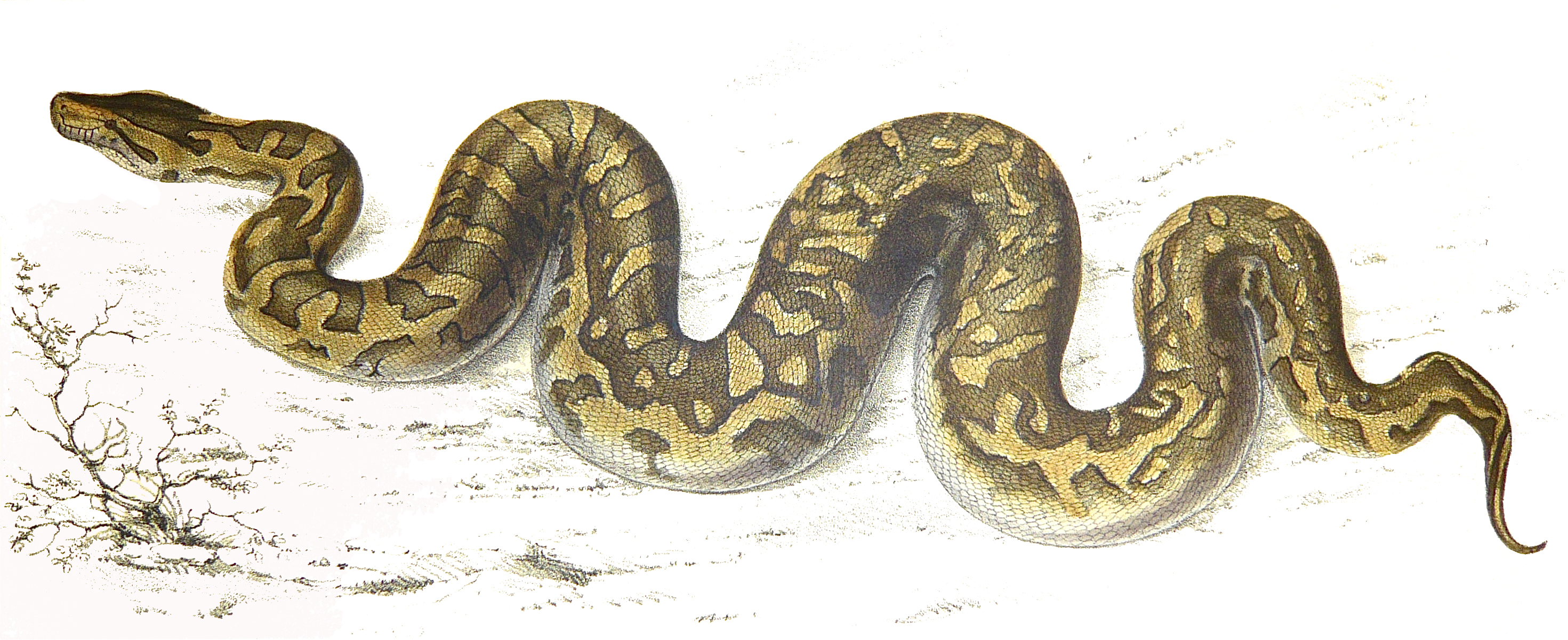
Desenho de 1840 da píton-africana por Sir Andrew Smith

Smith voltou ao Reino Unido em janeiro de 1837 e logo depois começou a publicar os cinco volumes que compunham as Ilustrações da Zoologia da África do Sul (1838-50). Avançou rapidamente na hierarquia do serviço médico, tornando-se cirurgião da equipe e principal oficial médico em Fort Pitt, Chatham, em 1841. Em 1844, se casou com sua governanta Ellen Henderson e se converteu à fé católica romana dela. Em 1845, se tornou assistente de Sir James McGrigor, o diretor-geral do departamento médico do exército, tornando-se Diretor-Geral dos Serviços Médicos do Exército em 1853, quando Sir James se aposentou. Foi responsável pela organização dos serviços médicos durante a Guerra da Crimeia, em meio a graves acusações de ineficiência e incompetência do The Times e Florence Nightingale. Uma comissão de inquérito o exonerou e recebeu honras de universidades e sociedades científicas. Problemas de saúde forçaram sua renúncia em 1858, quando foi nomeado Cavaleiro Comandante do Banho.

## Animais com o nome de Andrew Smith
Andrew Smith é homenageado nos nomes científicos de três espécies de répteis:
- Gekko smithii, uma lagartixa;
- Lepidophyma smithii, um lagarto;
- Pangshura smithii, uma tartaruga de água doce.

## Correspondência com Charles Darwin
- 16 de março de 1839
- 1862
- 1867
- 17 de abril de 1871
- 16 de maio de 1871
- Anderson, LI (2009) Charles Darwin e Andrew Smith: uma troca no exterior. Scottish Journal of Geology, 45, 59-68.